# 田井 (高梁市)
田井（たい）は、岡山県高梁市高倉町の大字。郵便番号は719-2122（高梁郵便局管区）。上位にある町名を冠した住所表記は「高倉町田井」。

## 地理
高梁市役所より北西に5.9km、高梁川中流右岸に位置し、高梁川および国道180号に沿った南北に長い地域である。平地は少なく大部分が山林であるが、山地の高原上および渓谷部における低位緩斜面や高梁川沿いの河岸段丘上に集落や農地が開けている。集落は梶村上、梶村下、白木、野原、皆名、上秋町、下秋町、保々氷、高山、肉谷が存在する。このうち下秋町集落および肉谷集落周辺では国道180号が高梁川の対岸に当たる左岸を通っており、国道とのアクセスは高梁川に沿った市道田井落合線や肉谷集落に架橋されている肉谷橋を介する必要がある。また、肉谷橋および以南の市道田井落合線は中国自然歩道吉備高原横断ルートに指定されている。地区内の高村山（秋坂山）は古くから紅葉の名勝として知られ、大嘗会風俗歌に「はつ時雨ふりにけらしなあすよりは秋坂山の紅葉さからん」と詠まれている。
2010年国勢調査による人口は481人（男221人/女260人）、世帯数は170世帯、面積は835万8669m2、人口密度は57.5人/km2。公立小学校・中学校の通学区域は南部を除く大部分が対岸の川面町にある川面小学校・高梁北中学校、肉谷集落が対岸の津川町今津にある津川小学校・高梁東中学校、高山集落が松原小学校・高梁中学校に属している。
地区内に鉄道駅は存在しないが、高梁川の対岸にJR伯備線が通っており、南部では木野山駅、北部では備中川面駅が利用可能な圏内にある。ただし、両駅とも特急やくも等の優等列車が停車しない無人駅（備中川面駅は簡易委託駅）であり、加えて岡山方面に対して運転系統が変わる備中高梁駅が1〜2駅のところにあるため、長距離乗車に関しては同駅を利用することも可能である。
地区内の高山にはNHK岡山（1ch・2ch）、RSK山陽放送（6ch）、OHK岡山放送（8ch）が高梁木野山中継局を設置しており、地区内の主に高梁川沿いに加え木野山駅から備中川面駅にかけての高梁川沿岸一帯をエリアにテレビ放送の電波を送出しているが、RNC西日本放送（4ch）、KSB瀬戸内海放送（5ch）、TSCテレビせとうち（7ch）は置局しておらず電波を出していない。ただし、全域が吉備ケーブルテレビのサービスエリアであるため、加入している世帯内では岡高地区の全テレビ放送に加え独立局であるサンテレビの視聴も可能である。

### 山岳
- 高村山（旧高室山、553.71m）
- 美倉山（425.64m）
- 高山（471.77m）

### 河川
- 高梁川
- 下秋町川
- 肉谷川

## 歴史
地名の由来は、地区内の秋坂山に居城を築いた武将の田井新左衛門信高の名による。田井氏は建武年間に足利尊氏に属し、築城後は付近一帯を領有した。
江戸時代は川上郡田井村であり、吹屋で産出され駄馬で運ばれた銅はここで高瀬舟に積み替えられて高梁川を下ったことから、交通の要衝となった。明治時代に入ると高梁県、深津県、小田県を経て、1875年（明治8年）から岡山県の所属となり、1883年（明治16年）には川上郡第18戸長役場が設置されている。1873年（明治6年）には新町の民家に田井尋常小学校が開校し、1887年（明治20年）に尋常修済小学校となる。1874年（明治7年）には田井郵便局が郵便取扱業務を開始し高倉・川面・中井各村を受持ったが、1884年（明治17年）に川面村へ移転している。
1889年（明治22年）6月1日、それまで自然村であった田井村は隣接する飯部村及び近似村の各一部と合併して町村制を施行し、新たに高倉村が成立したことにより同村の大字として田井が新設された。また、田井には村役場が設置されている。1893年（明治26年）に発生した大洪水では、高梁川の堤防が3か所にわたって決壊し、28戸が流され、死者3人・負傷者1人の被害を受けた。1910年（明治43年）には梶村下に田井橋が架けられ、現在の国道180号の旧道部分にあたる陰陽連絡道路が全線開通している。伯備南線（現伯備線）は1926年（大正15年）6月20日に木野山駅まで、1927年（昭和2年）7月31日に備中川面駅までが開通し、1928年（昭和3年）10月25日の全線開通を以って伯備線に改称された。このような交通手段の変化によって1872年（明治5年）に11隻あった高瀬舟は、1934年（昭和9年）に11隻にまで減少し、1940年（昭和15年）頃には消滅している。
1954年（昭和29年）5月1日、高倉村は高梁町を中心とした1町8村の対等合併によって高梁市の一部となり、高倉は同市の町名、田井は大字となる。1957年（昭和32年）、高倉南小学校が廃校となり、通学区域は秋町集落が川面小学校、肉谷集落が津川小学校に編入された。通信では1961年（昭和36年）に有線放送電話が開設し、1976年（昭和51年）に一般公衆電話となる。1964年（昭和39年）には地区内に高梁自動車教習所が開所した。田井橋を経由する陰陽連絡道路は1965年（昭和40年）4月1日に国道180号に指定されたが、地区内における当時のルートでは北部をわずかにかすめるのみであった。しかし、その後バイパスとして1975年（昭和50年）に鳴戸大橋、1976年（昭和51年）に河戸橋が完成したことにより、地区の中部から北部にかけての大部分を通過するルートに変更された。それまで対岸との行き来は専ら渡し舟が利用されていたが、1957年（昭和32年）に肉谷橋、1975年（昭和50年）に秋町橋が架橋されたことによって廃止された。

## 主要施設
地番の順序による
- 市営肉谷住宅
- 高梁家畜保健衛生所
- 高梁自動車学校
- 建長寺
- 高倉地域市民センター
- 備中高倉簡易郵便局